# Vendeuil
Vendeuil település Franciaországban, Aisne megyében. Lakosainak száma 926 fő (2022. január 1.). Vendeuil Benay, Brissay-Choigny, Ly-Fontaine, Mayot, Moÿ-de-l’Aisne, Remigny és Travecy községekkel határos.

## Népesség
A település népessége az elmúlt években az alábbi módon változott:
| Lakosok száma | 956  | 867  | 881  | 902  | 927  | 949  | 951  | 936  | 929  | 926  |
|               | 1968 | 1982 | 1990 | 2006 | 2013 | 2015 | 2017 | 2019 | 2020 | 2022 |